# Треторан (Паєрн)
Треторан (фр. Treytorrens) — громада  в Швейцарії в кантоні Во, округ Бруа-Вюлі.

## Географія
Громада розташована на відстані близько 55 км на захід від Берна, 30 км на північний схід від Лозанни.
Треторан має площу 3,1 км², з яких на 4,8% дозволяється будівництво (житлове та будівництво доріг), 74,3% використовуються в сільськогосподарських цілях, 20,9% зайнято лісами, 0% не є продуктивними (річки, льодовики або гори).

## Демографія
2019 року в громаді мешкало 111 осіб (-2,6% порівняно з 2010 роком), іноземців було 9,9%. Густота населення становила 36 осіб/км².
За віковим діапазоном населення розподілялося таким чином: 24,3% — особи молодші 20 років, 55,9% — особи у віці 20—64 років, 19,8% — особи у віці 65 років та старші. Було 46 помешкань (у середньому 2,3 особи в помешканні).